# Port de Pailhères
Der Port de Pailhères, auch Col de Pailhères genannt, ist ein 2001 m hoher Gebirgspass im französischen Teil der Pyrenäen. Der Gebirgspass liegt im Département Ariège an der D25 zwischen den Gemeinden Mijanès und Ascou östlich von Ax-les-Thermes.

## Tour de France
Der Port de Pailhères wird seit einigen Jahren in die Etappen der Tour de France eingebunden, so wie in den Jahren 2003, 2005, 2007, 2010 und 2013. Er ist ein Berg der Hors Catégorie.